# Viano
Viano is een gemeente in de Italiaanse provincie Reggio Emilia (regio Emilia-Romagna) en telt 3247 inwoners (31-12-2004). De oppervlakte bedraagt 45,2 km², de bevolkingsdichtheid is 67 inwoners per km².
De volgende frazioni maken deel uit van de gemeente: Regnano, San Giovanni Querciola, Cà Bertacchi, Tabiano, Castello Q.la, Cervara, Cortevedola.

## Demografie
Viano telt ongeveer 1293 huishoudens. Het aantal inwoners steeg in de periode 1991-2001 met 13,0% volgens cijfers uit de tienjaarlijkse volkstellingen van ISTAT.
| Jaar | Inwoneraantal |
| ---- | ------------- |
| 1991 | 2670          |
| 2001 | 3017          |

## Geografie
De gemeente ligt op ongeveer 275 m boven zeeniveau.
Viano grenst aan de volgende gemeenten: Albinea, Baiso, Carpineti, Casina, Castellarano, Scandiano, Vezzano sul Crostolo.